# (3520) Klopsteg
(3520) Klopsteg (1952 SG) est un astéroïde de la ceinture principale, découvert le 16 septembre 1952 à l'observatoire Goethe Link près de Brooklyn, dans l'Indiana. Il a une magnitude absolue de 13,9.